# David Vikgren
David Vikgren, född 24 september 1975 och uppvuxen i Övertorneå, är en svensk poet och dramatiker. Han har studerat litterär gestaltning vid Göteborgs universitet och har som dramatiker bland annat skrivit pjäsen H E M för Norrbottensteatern 2007.

## Översättningar
- 2019 – Vaka över dem som sover av Sigbjørn Skåden (Teg Publishing)

## Priser och utmärkelser
- 2003 – Rubus arcticus
- 2004 – Guldprinsen
- 2005 – Rörlingstipendiet
- 2008 – Stipendium ur Gerard Bonniers donationsfond
- 2011 – Sveriges Radios lyrikpris
- 2011 – Adlerbertska konststipendiet utdelat av Sällskapet Gnistan
- 2012 – Läsarnas Sveriges
- 2014 – Västerbottens-Kurirens Kulturpris
- 2019 -  Albert Bonniers Stipendiefond för svenska författare[1]
- 2019 - Stipendium ur Lena Vendelfelts minnesfond[2]